# John Arthur Todd
Pour les articles homonymes, voir John Todd.
John Arthur Todd, né le 23 août 1908 à Liverpool et mort le 22 décembre 1994 à Croydon, au Royaume-Uni, est un géomètre britannique.

## Biographie
Après des études secondaires à Liverpool, Todd est admis à Trinity College, à Cambridge à partir de 1925. Il  poursuit ensuite des recherches sous la direction de Henry Frederick Baker, obtenant en 1930 le prix Smith, mais pas de position à Cambridge. Il part donc en 1931 à l’université de Manchester, où il est assistant de Louis Mordell. Il termine en 1932 son doctorat qui porte sur les grassmanniennes et les coniques dans l'espace, et dont il tire un article présenté à la Société mathématique de Londres et publié dans son journal. En 1933-1934, il bénéficie d'une bourse Rockefeller pour un séjour à Princeton auprès de Solomon Lefschetz. Il devient lecturer à Cambridge en 1937 et collabore avec William Hodge, le successeur de Baker, pour y développer la géométrie algébrique. En 1958, il part de Trinity pour Downing College, où il devient reader en 1960 et il reste à Cambridge jusqu'à sa retraite en 1973.

## Recherches
La classe de Todd, dans la théorie du théorème de Riemann-Roch en dimension supérieure, est un exemple de classe caractéristique, introduite  par Todd en 1937 ; ce travail repose sur des méthodes de l’école italienne de géométrie algébrique. L’algorithme de Todd-Coxeter est une méthode majeure d’algèbre computationnelle, obtenue en collaboration avec Harold Coxeter en 1936. Toujours en collaboration avec Coxeter, Todd découvre aussi en 1953 le réseau de Coxeter–Todd. En 1954, il classifie, avec G. C. Shephard, les groupes de réflexion complexes finis.

## Distinctions
Todd est élu en mars 1948 Fellow of the Royal Society.